# Dragon Gate Open the Brave Gate Championship
Il Dragon Gate Open the Brave Gate Championship è un titolo della federazione di wrestling giapponese Dragon Gate. È un titolo singolo, nato nel 2005, che può essere vinto solo da atleti che pesano meno di 83 kilogrammi, anche se in passato ci sono stati detentori che hanno superato questo peso limite.

## Albo d'oro
| # | Wrestler        | Regni | Data              | Luogo   | Note |
| --- | --------------- | ----- | ----------------- | ------- | --- |
| 1 | Naruki Doi      | 1     | 13 marzo 2005     | Nagoya  | Sconfiggendo YOSSINO nella finale di un torneo.                                                                                  |
| 2 | Dragon Kid      | 1     | 13 novembre 2005  | Nagoya  | |
| Titolo vacante il 5 febbraio 2006, quando la difesa contro Masato Yoshino è finita in No Contest.                      |                 |       |                   |         | |
| 3 | Masato Yoshino  | 1     | 19 marzo 2006     | Kawagoe | Sconfiggendo Dragon Kid e Naoki Tanisaki in un Triple Treath Match.                                                              |
| 4 | Evan Bourne     | 1     | 12 febbraio 2007  | Kōbe    | |
| 5 | Genki Horiguchi | 1     | 25 marzo 2007     | Tsu     | |
| 6 | Yasushi Kanda   | 1     | 1º luglio 2007    | Kobe    | |
| 7 | Masato Yoshino  | 2     | 22 settembre 2007 | Tokyo   | |
| 8 | Anthony W. Mori | 1     | 13 aprile 2008    | Nagoya  | |
| Titolo il giorno stesso per volere di Mori poiché Yasushi Kanda aveva interferito nel match, regalandogli la vittoria. |                 |       |                   |         | |
| 9 | Gamma           | 1     | 27 aprile 2008    | Fukuoka | Sconfiggendo Mori nella finale di un torneo. Il titolo viene rinominato "Open the Gamma Gate Championship" durante questo regno. |
| 10 | Masato Yoshino  | 3     | 29 giugno 2008    | Osaka   | Lottando sotto le vesti di Dr. Muscle. Il titolo torna a chiamarsi "Open the Brave Gate".                                        |
| Titolo vacante il giorno stesso.                                                                                       |                 |       |                   |         | |
| 11 | Genki Horiguchi | 2     | 27 luglio 2008    | Kobe    | Sconfiggendo m.c.KZ. |
| 12 | Masato Yoshino  | 4     | 12 ottobre 2008   | Nagoya  | |
| 13 | CIMA            | 1     | 22 marzo 2009     | Tokyo   | |
| 14 | Naruki Doi      | 2     | 19 luglio 2009    | Tokyo   | Match valido anche per l'Open the Dream Gate Championship di Doi.                                                                |
| Titolo reso vacante da Doi, in quanto già possessore dell'Open the Dream Gate Title.                                   |                 |       |                   |         | |
| 15 | Naoki Tanisaki  | 1     | 30 agosto 2009    | Fukuoka | Battendo KAGETORA nella finale di un torneo.                                                                                     |
| 16 | K-ness          | 1     | 11 gennaio 2010   | Nagoya  | |
| 17 | Super Shisa     | 1     | 27 febbraio 2010  | Nagoya  | |
| 18 | Tigers Mask     | 1     | 18 aprile 2010    | Osaka   | |
| 19 | Masato Yoshino  | 5     | 14 agosto 2010    | Kobe    | |
| Titolo vacante poiché Yoshino deteneva già l'Open the Dream Gate Title.                                                |                 |       |                   |         | |
| 20 | PAC             | 1     | 29 agosto 2010    | Fukuoka | Sconfiggendo Sumumu Yokosuka nella finale di un torneo.                                                                          |
| 21 | Ricochet        | 1     | 19 novembre 2011  | Osaka   | |
| 22 | Dragon Kid      | 2     | 6 maggio 2012     | Nagoya  | |
| 23 | Masato Yoshino  | 6     | 5 maggio 2013     | Aichi   | |